# On Ice (álbum)
On Ice é o álbum de estreia da cantora pop norueguesa Bambee, lançado em 1999. Várias faixas de seu álbum aparecem nos jogos musicais, como a faixa "Bumble Bee" foi apresentada no videogame Dance Dance Revolution 3rdMIX e Dance Dance Revolution 4thMIX. "Bumble Bee" também apareceu no videogame In The Groove 2, junto com "Baby Baby" e "Typical Tropical".

## Faixas
1. "Typical Tropical" (Honeycutt) - 3:03
2. "Supermodel" (Honeycutt) - 3:18
3. "Friend" (Honeycutt) - 3:28
4. "Wham Bam Boogie" (Honeycutt) - 3:21
5. "Let the sun enter" (Honeycutt) - 3:02
6. "Bumble Bee" (Honeycutt) - 3:15
7. "You Are My Dream" (Honeycutt) - 3:37
8. "Bam Bam Bam" (DJ Howard, Frankplads, Johansen) - 3:09
9. "Bebé bebé" (Honeycutt) - 3:13
10. "Il Ritmo dell'Amore" (Honeycutt) - 3:27
11. "Candy Girl" (Edição para o ano 2000) (DJ Howard, Frankplads, Johansen[1]) - 4:02

## Desempenho nas tabelas musicais

### Posição
| Tabela musical (1999) | Melhor posição |
| --------------------- | -------------- |
| Noruega - (VG-List)   | 33             |